# Comunità montana Monti Reventino Tiriolo Mancuso
Comunità Montana dei Monti Reventino - Tiriolo - Mancuso era il nome di un'unione dei Comuni denominata costituito ai sensi del Decreto Legislativo 18 agosto 2000, n. 267, comprendente i territori classificati montani in applicazione degli articoli 14 e 15 della legge 25 luglio 1952 n. 991 ricadenti nella zona omogenea n. 2 della provincia di Catanzaro, nella regione Calabria, delimitata con legge regionale 19 marzo 1999 N.4. La sede era a Soveria Mannelli.
Con Legge Regionale n.25/2013 le Comunità Montane calabresi sono state soppresse e poste in liquidazione. Con delibera della Giunta Regionale n. 243 del 04/07/2013 sono stati nominati i Commissari liquidatori.
Per salvaguardare l'integrità del territorio, studiato fra gli altri dal grande geologo statunitense Walter Álvarez, è stata richiesta l'istituzione di un Parco Regionale dei monti Reventino e Mancuso, il cui territorio dovrebbe coincidere con quelli che ricadevano nella suddetta Comunità Montana.

## Elenco dei comuni della Comunità Montana
- Amato
- Carlopoli
- Cicala
- Conflenti
- Decollatura
- Falerna
- Gimigliano
- Gizzeria
- Martirano
- Martirano Lombardo
- Miglierina
- Motta Santa Lucia
- Platania
- Serrastretta
- San Mango d'Aquino
- San Pietro Apostolo
- Soveria Mannelli
- Tiriolo